# Hugh Pritchard
Hugh Pritchard (* 1. März 1968 in Whitstable) ist ein ehemaliger britischer Biathlet.

## Karriere
Hugh Pritchard bestritt 2001 in Ridnaun im Rahmen des Biathlon-Europacups sein erstes internationales Rennen. Nur wenig später debütierte er in Salt Lake City auch bei einem Sprint im Biathlon-Weltcup und wurde 85. Es folgten im weiteren Verlauf der Saison sowie in der folgenden Saison 2001/02 regelmäßige Einsätze im Biathlon-Weltcup, bei denen der Brite sich zumeist im letzten Drittel platzierte. Höhepunkt der Karriere wurde die Teilnahme an den Olympischen Winterspielen 2002 von Salt Lake City. Bei den auf Strecken in Soldier Hollow ausgetragenen Wettbewerben kam Pritchard an der Seite von Jason Sklenar, Mark Gee und Mike Dixon als Schlussläufer der Staffel zum Einsatz und wurde mit dieser 19. Beim nacholympischen Weltcup in Östersund kam er auf Rang 66 und erreichte damit sein bestes Ergebnis im Weltcup. Nach der Saison beendete er seine internationale Karriere.

## Statistiken

### Biathlon-Weltcup-Platzierungen
Die Tabelle zeigt alle Platzierungen (je nach Austragungsjahr einschließlich Olympische Spiele und Weltmeisterschaften).
- 1.–3. Platz: Anzahl der Podiumsplatzierungen
- Top 10: Anzahl der Platzierungen unter den ersten zehn (einschließlich Podium)
- Punkteränge: Anzahl der Platzierungen innerhalb der Punkteränge (einschließlich Podium und Top 10)
- Starts: Anzahl gelaufener Rennen in der jeweiligen Disziplin

| Platzierung         | Einzel | Sprint | Verfolgung | Massenstart | Staffel | Gesamt |
| ------------------- | ------ | ------ | ---------- | ----------- | ------- | ------ |
| 1. Platz            |        |        |            |             |         |        |
| 2. Platz            |        |        |            |             |         |        |
| 3. Platz            |        |        |            |             |         |        |
| Top 10              |        |        |            |             |         |        |
| Punkteränge         |        |        |            |             | 5       | 5      |
| Starts              | 1      | 9      |            |             | 5       | 15     |
| Stand: Karriereende |        |        |            |             |         |        |

### Olympische Winterspiele
Ergebnisse bei Olympischen Winterspielen:
|                                                | Einzelwettbewerbe | Einzelwettbewerbe | Einzelwettbewerbe | Einzelwettbewerbe | Staffelwettbewerbe |
| Einzel                                         | Sprint            | Verfolgung        | Massenstart       | Herrenstaffel     |                    |
| ---------------------------------------------- | ----------------- | ----------------- | ----------------- | ----------------- | ------------------ |
| Olympische Winterspiele 2002 \| Salt Lake City | –                 | –                 | –                 | –                 | 19.                |